# هلیو خوزه دی سوزا گونزالوس
هلیو خوزه دی سوزا گونزالوس (به پرتغالی: Hélio José de Souza Gonçalves) مدافع اهل برزیل است که در شهر ریبرآ پرتو، سائوپائولو و در تاریخ ۳۱ ژانویهٔ ۱۹۸۶ به دنیا آمده‌است.
هلیو خوزه دی سوزا گونزالوس در تیم‌های فوتبال Ceará سابقهٔ حضور دارد.